# Hans-Martin Linde
Pour les articles homonymes, voir Linde.
Hans-Martin Linde est un flûtiste et compositeur allemand né le 24 mai 1930 à Werne (Rhénanie-du-Nord-Westphalie).

## Biographie
Hans-Martin Linde naît le 24 mai 1930 à Werne.
Il étudie à l'Université de musique de Fribourg entre 1947 et 1951, la flûte avec Gustav Scheck (de) et la direction d'orchestre avec Konrad Lechner (de), puis devient flûtiste de la Cappella Coloniensis à Cologne, où il rencontre August Wenzinger, directeur de la Schola Cantorum Basiliensis, institution avec laquelle il collabore à partir de 1957 et dont il dirige l'ensemble vocal.
En 1971, il devient directeur adjoint de l'orchestre.
Comme interprète, Hans-Martin Linde est internationalement reconnu comme virtuose de la flûte traversière ainsi que de la flûte à bec. Son répertoire de prédilection couvre les périodes baroque et classique, avec des œuvres de Jean-Marie Leclair, Mozart, Stamitz et Dittersdorf pour la flûte traversière et les concertos de Sammartini, Vivaldi et Jacques-Christophe Naudot pour la flûte à bec.
Fondateur du Linde-Consort, il enregistre avec cet ensemble des œuvres des XVIe et XVIIe siècles.
Comme compositeur, il est notamment l'auteur d'un Concerto pour flûte à bec et orchestre à cordes, qu'il a créé en 1993.
Parmi ses écrits musicologiques et pédagogiques, figurent les ouvrages Kleine Anleitung zum Verzieren alter Musik (1958) et Handbuch des Blockflötenspiels (1962).

## Compositions
- Amarilli mia bella, recorder solo
- Music for a bird, Alto recorder solo
- Sonate in d (1961), Alto recorder and piano
- Sonata, Alto recorder and organ
- Kinder-Suite, 3 recorders
- Music for two, recorder, guitar
- Musica da camera, recorder, guitar
- Trio, recorders
- Trio, Alto recorder, flute and harpsichord (piano)
- Four caprices, unaccompanied alto recorder or flute
- Miniatures, soprano recorder solo
- Jazzy tunes, recorder, piano
- Five studies, Alto recorder, piano
- Three Skizzen Alto recorder, violin and piano (harpsichord)
- Anspielungen, flute
- Concerto, recorder (alto, sopranoino and bass) and string orchestra
- Die Zahl ist nichts : Madrigal, mixed choir
- Fairy Tales, soprano, alto, tenor and bass recorder changing
- Fantasias and Scherzi, Alto recorder
- Musical Paintings, Alto recorder and piano
- Notabene, harpsichord
- Reminiscences, 4 recorders (ATTB)
- Sechs Eichendorff-Gesänge, mixed choir
- Serenade, soprano- or tenor recorder
- Serenata a tre, 3 recorders (SAT), guitar and cello (viola da gamba)
- Suite, 4 recorders (SATB)
- Una Follia Nuova, Alto recorder
- Zwiegespräche, recorder (alto recorder, tenor recorder) and cello